# UTC+03:30
|  | UTC+02:00           | Giờ chuẩn Ai Cập                                                                                                   |
|  | UTC+02:00 UTC+03:00 | Giờ Đông Âu / Giờ chuẩn Israel / Giờ chuẩn Palestine Giờ mùa hè Đông Âu / Giờ mùa hè Israel / Giờ mùa hè Palestine |
|  | UTC+03:00           | Giờ Thổ Nhĩ Kỳ Giờ chuẩn Ả Rập                                                                                     |
|  | UTC+03:30           | Giờ chuẩn Iran |
|  | UTC+04:00           | Giờ chuẩn Vùng Vịnh                                                                                                |

Giờ UTC+3:30 được dùng tại Iran (Giờ chuẩn Iran).